# Tetracera edentata
Tetracera edentata är en tvåhjärtbladig växtart som beskrevs av Joseph Marie Henry Alfred Perrier de la Bâthie. Tetracera edentata ingår i släktet Tetracera och familjen Dilleniaceae. Inga underarter finns listade i Catalogue of Life.